# フランク・マンキューソ・ジュニア
フランク・マンキューソ・ジュニア（Frank Mancuso, Jr.、1958年10月9日 - ）は、アメリカ合衆国の映画プロデューサー。

## 人物
ニューヨーク州バッファロー出身。父親は元・パラマウント映画社長のフランク・マンキューソ・シニア。
『13日の金曜日』シリーズをはじめとしたホラー映画のプロデュースで知られる。

## 主な作品
- 13日の金曜日PART2 Friday the 13th Part 2 (1981) アソシエイト・プロデューサー
- 13日の金曜日PART3 Friday the 13th Part 3 (1982)
- アドベンチャー・オブ 透明人間 The Man Who Wasn't There (1983)
- 13日の金曜日・完結編 Friday the 13th: The Final Chapter (1984)
- 新・13日の金曜日 Friday the 13th: A New Beginning (1985) 製作総指揮
- エイプリル・フール April Fool's Day (1986)
- バック・トゥ・ザ・ビーチ Back to the Beach (1987)
- 13日の金曜日 Friday the 13th (1987 - 1989) テレビシリーズ 製作総指揮
- パーマネント・レコード Permanent Record (1988)
- 13日の金曜日PART7 新しい恐怖 Friday the 13th Part VII : The New Blood (1988) 製作総指揮
- 新・宇宙戦争 War of the Worlds (1989-1990) テレビシリーズ 製作総指揮
- 背徳の囁き Internal Affairs (1990)
- ヒー・セッド、シー・セッド/彼の言い分、彼女の言い分 He Said, She Said (1991)
- ボディ・パーツ Body Parts (1991)
- クールワールド Cool World (1992)
- スピーシーズ 種の起源 Species (1995)
- F.L.E.D./フレッド Fled (1996)
- 奴らに深き眠りを Hoodlum (1997)
- スピーシーズ2 Species II (1998)
- ダーク・エスケープ The Escape (1998) 製作総指揮
- RONIN Ronin (1999)
- スティグマータ 聖痕 Stigmata (1999)
- ベスト・フレンド New Best Friend (2002)
- スピーシーズ3 禁断の種 Species III (2004) 製作総指揮
- ロストシティ The Lost City (2005) 製作総指揮
- スピーシーズ4 新種覚醒 Species: The Awakening (2007)
- 永遠の僕たち Restless (2011) 製作総指揮